# 積丹岳
積丹岳（しゃこたんだけ）は、北海道積丹町に位置する山。標高1,255.3m。

## 概要
余別岳（標高1,298m）とともに積丹半島の中部に位置しており、美国川、積丹川、余別川などの源流部になっている。
登山道が整備されており、シラネアオイなどの高山植物を観察できる。頂上からは日本海やニセコ連峰、羊蹄山を望むことができる。
夏は登山、冬は山スキーなどのレジャーが楽しめる山としても親しまれている。
余別岳に向けて、積丹岳から縦走する道も存在するが、一等三角点の維持管理用の歩道であり、正式な登山道ではなく管理はされていないため注意が必要である。かつては積丹地蔵の名で知られる地蔵像が祀られていた。

## アクセス
国道229号より林道へ入る。登山路そのものの標識はないが、積丹町が運行する積丹町生活交通バス（予約制）の「登山口」バス停が目印となる。2合目付近に位置する無料休憩所（実質的に山小屋）までは車両が入り込める道路となっているが、そこからは完全に歩道となる。

## 近隣の山
- 余別岳 (1,298m)
- ポンネアンチシ山 (1,145m)

## 事故
夏場は登山客や山菜採り、冬場はスキー客など多数の人が入りこむために、遭難や事故も頻発する山である。2007年3月には、中腹に乗り入れていたスノーモービルが雪崩に巻き込まれて4人が死亡した。2009年2月には、スノーボーダーが遭難死している。